# Blade Runner: Black Lotus
Blade Runner: Black Lotus (ブレードランナー：ブラックロータス?) es una serie de anime japonés-estadounidense en formato CGI basada en la franquicia Blade Runner, que a su vez es una adaptación parcial de la novela ¿Sueñan los androides con ovejas eléctricas? de Philip K. Dick. Es dirigida por Shinji Aramaki y Kenji Kamiyama y se ubica 10 años después de los sucesos del cortometraje de anime Blade Runner Black Out 2022 y tiempo antes de los sucesos en los cortometrajes 2036: Nexus Dawn, 2048: Nowhere to Run y la película Blade Runner 2049. Fue coproducida por Crunchyroll y Adult Swim, además de ser creada en asociación con Alcon Television Group y también incluye personajes familiares dentro del universo Blade Runner.

## Sipnosis
Los Ángeles, 2032. Elle, una joven replicante sin recuerdos y con habilidades letales, va en su propia búsqueda tras los responsables de su pasado brutal para descubrir su identidad perdida. Sus únicas pistas que tienen de Elle son: un dispositivo de memoria bloqueado y un tatuaje de un loto negro en su hombro derecho.

## Personajes

### Principales
- Elle

Seiyū: Arisa Shida
Una replicante femenina creada con un propósito secreto y desconocido. Elle formaba parte de un grupo de replicantes producidos en el año 2032, diseñados para estar completamente sumisos a los humanos. Después de sobrevivir a la supremacía humana, Elle sufrió un ataque de amnesia y, siguiendo su recuerdo de haber sido cazada, juró encontrar a los que la cazaban y matarlos.
- Joseph

Seiyū: Shinshu Fuji
Una figura misteriosa que posee un depósito de chatarra de repuestos en Los Ángeles. Él vivía en el último piso del edificio Bradbury Apartments y después de que Elle le echara una botella de licor en la cara, a regañadientes decide ayudarla a descifrar el dispositivo de datos encriptados para que Elle recupere su memoria. A medida que avanza la trama, se convierte en uno de sus aliados. Muere sacrificándose su vida para salvar a Elle del detonador que él mismo lo usó para matar a Wallace Jr.

### Miembros de LAPD
- Alani Davis

Seiyū: Takako Honda
Una nueva recluta del LAPD. Antes de la muerte de Bannister a manos de Elle, Davis se enfrentó a Marko, quien había huido de ella y después de una persecución a pie, logró detenerlo. Poco después de la muerte de Bannister, Davis decide emprender una cacería contra la misma Elle. Después de que ella intenta ofrecerle protección a Elle (tras las órdenes de Joseph) para que pueda ayudar a llevar a Wallace Jr. ante la justicia y esta última lo niega, es empalada por Water Lily cuando intentaba llamar al jefe interino de la policía sobre la investigación de Wallace Jr. en el caso Black Lotus y un mes después, regresa a trabajar en LAPD aún en silla de ruedas.
- Earl Grant

Seiyū: Hōchū Ōtsuka
Jefe de policía de LAPD. En el pasado, Earl y esposa Josephine acompañaron a Bannister y Hooper en una cacería en un desierto afuera de Los Ángeles. Siendo sus objetivos replicantes diseñados para ser completamente sumisos a los humanos, Earl fue el primero en abrir fuego contra ellos, provocando que se dispersaran. Earl sugirió que se acercaran a los replicantes y el grupo logró localizar a uno. Earl jugó con él, instándolo a luchar antes de matarlo a tiros. Más tarde, Earl fue alertado por la oficial Davis sobre Elle, conocida por un tatuaje de loto negro reconocible en su espalda. Al contarle a Earl sobre la falta de antecedentes de la mujer y el hecho de que le había roto el cuello a Bannister antes de dejarlo caer desde un balcón, creyó que Elle era una replicante. Earl fingió una falta de preocupación y le aconsejó a Davis que dejara el caso en paz y que le dejara las pruebas. Finalmente muere apuñalado por Elle con su katana, pero no sin antes dispararle a ella para matarla, cosa que terminó en vano cuando Elle esquivara la bala y terminó provocándole de manera accidental la muerte de su esposa.
- Brook Marlowe

Seiyū: Taiten Kusunoki
Un blade runner activo y mortal que surgió desde a finales de la década de 2020 y a principios de 2030. En 2029, se asoció con Aahna "Ash" Ashina si no encontraba pistas con el paradero de Yotun y su sargento, tras sospechar de que su compañera podría estar ayudando a los replicantes, le asignó a Marlowe sobre esto para que la investigara. Después de que la persecución de atrapar al cómplice de Pekka no diera buenos resultados, Ash culpó de esto a informes falsos de replicantes y le dijo a Marlowe que su sargento no tenía que preocuparse por ella. En 2032, es contactado por Earl para que lo ayude en la cacería de Elle, que solamente ellos la conocen como Black Lotus y le reveló que ella es una replicante, un hecho desconocido para cualquier otra persona.

### Wallace Corporation
- Niander Wallace, Sr.

Seiyū: Tayaka Hashi
Fundador y CEO de Wallace Corporation. Wallace se reunió con el senador Bannister en el Hotel Pickfair para un evento televisado. Ahí anunció su apoyo a la recaudación de fondos del proyecto de Bannister que supuestamente mejoraría la calidad de vida pública. Más tarde se revela por parte del Doctor M que fue el responsable de haber orquestado la caza de replicantes en el desierto y al final es asesinado por Elle cuando forcejea con su arma al dispararle en la barbilla.
- Niander Wallace Jr.

Seiyū: Takehito Koyasu
Científico brillante que trabaja para su padre. El primer paso de Wallace Jr. al escenario mundial ocurrió después de que el apagón de 2022 llevara al mundo a un estado de crisis, con los mercados de valores colapsando y la escasez de alimentos prevaleciente. Fue pionero en los avances en alimentos genéticamente modificados, esencialmente poniendo fin a la crisis alimentaria mundial, poniendo fin a su reclusión y permitiendo que su empresa se expandiera en la Tierra y en las colonias del mundo exterior. Tres años más tarde, la empresa Wallace Corporation compró a Tyrell Corporation en quiebra, lo que indica el deseo de continuar con el desarrollo de replicantes, a pesar de la prohibición de la tecnología de replicantes después del apagón.
- Hayden Hooper

Seiyū: Kazuki Yao
Un periodista en el bolsillo de Wallace Corporation y amigo de Bannister. Hooper acompañó a Bannister, Earl y Josephine en un viaje de caza, siendo sus objetivos un grupo de replicantes diseñados para ser totalmente sumisos a los humanos. Después de presenciar varias muertes exitosas, Hooper se quedó solo una vez que el grupo alcanzó a Elle y Miu, que había secuestrado uno de sus buggies. Hooper les arrojó un cuchillo, lo que provocó que Elle se defendiera. Él la incitó aún más disparando y matando a Miu y procedió a golpear a Elle con la culata de su rifle y patearla varias veces. Para sorpresa de Hooper, Elle se las arregló para defenderse, lo que llevó a una breve pelea a puñetazos entre los dos. Elle logró tomar ventaja y empuñó el cuchillo, que luego hundió en el pecho de Hooper y lo diera por muerto. Elle luego vio el dispositivo de Hooper y se fue con ella, llevándola hasta Los Ángeles con ella.
- Hignight

Seiyū: Kazuhiro Nakaya
Un agente de seguridad de Wallace Corporation que después de los asesinatos causados por Elle, le aseguró a Wallace Sr. que lo mantendrían a salvo en el ático, un resultado que fue inútil al descubrir que Wallace Sr. ya había sido asesinado por ella.
- Water Lily

Seiyū: Arisa Shida
Es una replicante que fue creada por Wallace Jr. como último recurso para «retirar» a Elle, después de la desconfianza hacia Joseph al no creer en su afirmación de que Elle se había «retirado». Posee una espada claymore que Wallace Jr. le había obsequiado.

### Otros personajes
- Doc Badger

Seiyū: Takayuki Kinba
Un traficante procedente del mercado negro y a su vez, propietario de una casa de empeño en Los Ángeles que supuestamente podía conseguir cualquier cosa para sus clientes, incluso animales reales.
- Josephine Grant

Seiyū: Yoshiko Sakakibara
La esposa de Earl quien lo acompañó junto a Bannister y Hooper en su búsqueda de caza de replicantes en el desierto. Después de que ella y los demás abrieron fuego contra los replicantes, se dispersaron y Josephine se unió a los demás para cazarlos de cerca, según la sugerencia de su esposo, y mató a uno ella misma. Después de que Elle y Miu robaron uno de sus buggies, Josephine abrió fuego contra ellas y aunque Elle logró sobrevivir a la caza, su condición de fugitiva hizo preocupar a Josephine y llamó a su esposo para que se diera más seguridad en su hogar. Muere accidentalmente por su esposo mediante herida de bala en su pecho cuando intentó matar a Elle.
- Senador Arthur Bannister

Seiyū: Masane Tsukayama
Un político con fuertes sentimientos sobre la producción de los replicantes y era conocido por cazar replicantes a manera de deporte y lo hacía en el desierto junto a varios compañeros. Después de reunirse con Wallace Sr., el fundador de Wallace Corporation, Bannister se dirigió a una arena de kickboxing y mientras disfrutaba del espectáculo desde un balcón privado, notó la tardanza de su amigo Hooper y en cambio, se encontró con Elle, una replicante que anteriormente cazaba. Ella intentó interrogarlo y él tomó nota de un dispositivo que llevaba, informándole que era una replicante. Bannister luego la atacó, brevemente tomando ventaja hasta que Elle logró dominarlo y en negación de ser un replicante, ella lo sostuvo sobre el borde del balcón hasta dejarlo caer hasta la muerte.
- Drove

Seiyū: Akihiro Sakabata
Miembro de una pandilla que atacó a Elle después de notar que tenía el dispositivo en sus manos. Más tarde, cuando Elle se enfrentó nuevamente a la pandilla, logra dominarlos una vez más. Durante la pelea, cortó la mano derecha de Drove con la katana que Elle había tomado de la casa de empeño de Badger y tiempo después, en su encuentro con Davis, le revela a regañadientes sobre el fatídico encuentro de Elle cuando los atacó y asesinó a su líder.
- Doctor Murphy

Seiyū: Akio Nojima
También conocido como Doctor M, fue un doctor brillante y profesor de medicina. Tiempo antes de los eventos había asistido a la caza de replicantes, tras haber invitado a Earl y Josephine junto a Bannister y Hooper. Más tarde, el Doctor M y su colega Goodman usan a Elle para ver sus recuerdos, tomando nota de que algunos son recordados por Elle de manera diferente a como fueron programados y algunos le fueron entregados por otra persona. Muere decapitado por Elle después de que ella se percatara por parte de él que Wallace Sr. había orquestado la caza de replicantes.
- Alan Chen

Seiyū: Yūya Uchida
Es el investigador de la comisión de supervisión de la policía civil de Los Ángeles. Fue asignado para investigar a la oficial Davis sobre la persecución de Elle y aunque Chen desestimó (debido a la prohibición de la producción de replicantes en 2023), Davis se mantuvo en esta firme creencia y lo convenció para que la ayudara a seguir la pista que los llevó al desierto de Nevada, donde lograron encontrar los cadáveres y los restos carbonizados en el automóvil que Elle y Miu intentaban escapar. Después de ordenar un equipo que recuperen e identifiquen los cuerpos, Chen le asegura a Davis que estos hallazgos cambiarían su carrera.
- Miu

Seiyū: Yurie Kozakai
Fue una replicante femenina que fue creada para ser fieles a los humanos. Al igual que Elle, se quedó en el desierto sin recordar como había llegado ahí y finalmente muere a mano armada por Hooper para incitar aún más a Elle a contraatacar.
- Selene

Seiyū: Yoko Honna
Fue el interés amoroso de Joseph en el pasado, a quien Marlowe le dio la tarea de «retirarla». Después de volverse rebelde, Selene encontró empleo como cantante en un bar de Los Ángeles. Fue allí donde se fijó en Joseph, quien pronto determinó que era un oficial de policía, lo que ella revelara sus sospechas y que afirmó que no había huido de él porque tenía curiosidad por lo que le depararía su corta vida. Finalmente, después de su última noche en el bar, se reunió con Joseph a las afueras del lugar y se besaron mutuamente, antes de ser asesinada por Joseph.

## Doblaje
| Personaje                | Seiyū Japón        | Actor de doblaje Estados Unidos | Actor de doblaje Hispanoamérica                | Actor de doblaje España |
| ------------------------ | ------------------ | ------------------------------- | ---------------------------------------------- | ----------------------- |
| Elle                     | Arisa Shida        | Jessica Henwick                 | Lidya Abboud                                   |                         |
| Joseph                   | Shinshu Fuji       | Will Yun Lee                    | Manuel Arias                                   |                         |
| Alani Davis              | Takako Honda       | Samira Wiley                    | Evelyn Benítez                                 |                         |
| Niander Wallace, Sr.     | Takaya Hashi       | Brian Cox                       | Ricardo Omaña                                  |                         |
| Niander Wallace Jr.      | Takehito Koyasu    | Wes Bentley                     | Luis Mejías Billy Silverio (recuerdos de Elle) |                         |
| Brook Marlowe            | Taiten Kusunoki    | Josh Duhamel                    |                                                |                         |
| Earl Grant               | Hōchū Ōtsuka       | Stephen Root                    | Héctor Indriago                                |                         |
| Josephine Grant          | Yoshiko Sakakibara | Peyton List                     | Ericka Guillén                                 |                         |
| Doc Badger               | Takayuki Kinba     | Barkhad Abdi                    | Robert Vera                                    |                         |
| Senador Arthur Bannister | Masane Tsukayama   | Gregg Henry                     | Juan Guzmán                                    |                         |
| Doctor Murphy / Doctor M | Akio Nojima        | Henry Czerny                    |                                                |                         |
| Hayden Hooper            | Kazuki Yao         | Jason Spisak                    | José Gómez Chompré                             |                         |
| Drove                    | Akihiro Sakabata   | Elias Toufexis                  | Simón Colmenares                               |                         |
| Miu                      | Yurie Kozakai      | Charlet Chung                   | Carlis Rafael                                  |                         |
| Alan Chen                | Yūya Uchida        | Greg Chun                       |                                                |                         |
| Hignight                 | Kazuhiro Nakaya    | Maury Sterling                  | Charlierick Jhonnson                           |                         |
| Water Lily               | Arisa Shida        | Jessica Henwick                 |                                                |                         |
| Selene                   | Yoko Honna         | Alessia Cara                    |                                                |                         |

## Producción
El anime fue anunciado el 29 de noviembre de 2018 y salió al aire en 2021. La serie fue animada por Sola Digital Arts con Shinji Aramaki y Kenji Kamiyama firmados para dirigir todos los episodios. Shin'ichirō Watanabe, director de Blade Runner Black Out 2022, se desempeñó como productor creativo. Se estrenó al aire en doblaje en inglés mediante el canal Toonami de Adult Swim en los Estados Unidos y la secuencia en Crunchyroll. Sony Pictures Television distribuye la serie en todo el mundo, excepto en los Estados Unidos.
En junio de 2021, Corus Entertainment anunció en un comunicado de prensa que la serie de anime estuvo programado para emitirse en el otoño de 2021 en Adult Swim en Canadá.
En julio de 2021, se revelaron los actores de voz en japonés e inglés junto con el anuncio de un panel planificado para la Comic-Con de San Diego virtual de 2021. El tema de apertura es "Feel You Now" de Alessia Cara.

### Lista de episodios
| # | Título                      | Estreno                 |
| --- | --------------------------- | ----------------------- |
| SP | «Benefit or Hazard»         | 7 de noviembre de 2021  |
| Una mirada especial a la realización de Blade Runner: Black Lotus en este cortometraje documental de 7 minutos. |                             |                         |
| 1 | «City of Angels»            | 14 de noviembre de 2021 |
| En octubre de 2032, Elle se despierta en la parte trasera de un vehículo de transporte, con un tatuaje de loto negro en su hombro trasero e incapaz de recordar sus recuerdos. Lleva consigo un dispositivo de datos encriptados cuando llega a Los Ángeles. Paseando por la ciudad, es atacada por una pandilla, durante la cual experimenta flashbacks y recuerda su nombre. Mientras recuerda dónde vive, Elle se dirige a un edificio ahora desconocido, donde se encuentra con Doc Badger, quien le da la bienvenida a su tienda. Elle se esconde mientras sus atacantes irrumpen y le preguntan a Badger si había visto a Elle o el dispositivo de datos, a lo que él niega. Después de que se van, Elle le pregunta a Doc si puede desbloquear el dispositivo, ya que cree que le ayudará a recuperar sus recuerdos. Él acepta ayudarla si ella evita que la pandilla le vuelva a causar problemas. Elle se enfrenta a la pandilla y los incapacita, matando a su líder y exigiendo que los demás dejen a Badger en paz. Esto provoca otro flashback de ella, matando al hombre que recordaba haberla atacado en el desierto. Elle regresa a la tienda de Badger y él le informa que no puede decodificar el dispositivo. Sin embargo, le dice que un vecino del piso de arriba podría ayudarlos. La lleva al último piso del complejo de apartamentos, donde encuentran a un Joseph borracho y desmayado en su sofá. |                             |                         |
| 2 | «All We Are Not»            | 14 de noviembre de 2021 |
| Elle y Badger despiertan a Joseph y le muestran el dispositivo de datos encriptados. A regañadientes acepta ayudar a descifrarlo. Mientras Joseph realiza el descifrado, Elle mira la televisión, donde se muestra una reunión entre el senador Bannister y Niander Wallace, Sr. Ella reconoce a Bannister como alguien que la persiguió en el desierto. Ella abandona abruptamente el apartamento con el dispositivo de datos. Elle rastrea a Bannister y roba un taxi para perseguirlo después de que sube a una ruleta. Siguiéndolo a una arena de kickboxing de la MMA, logra deshabilitar su seguridad y lo confronta dentro de un balcón privado. Bannister le informa a Elle que ella es una replicante y se produce una pelea. Proclamando que es humana y recordando además haber sido perseguida por Bannister, Elle logra dominarlo y lo deja caer por el balcón, matándolo. En la sede de Wallace Corporation, Wallace Sr. habla sobre su hijo, Niander Wallace Jr., la falta de progreso en el campo del desarrollo de la memoria. Wallace Sr. recibe una llamada informándole de la muerte de Bannister. Mientras tanto, la oficial Alani Davis llega a la escena del crimen del asesinato de Bannister. Ella trata de detener a Elle y se da cuenta de su tatuaje, pero se rinde para investigar la escena. Más tarde, otro oficial de policía persigue a Elle por un callejón y ella logra escapar. En el callejón, experimenta un recuerdo vívido y perturbador de ser cazada en el desierto junto a otros replicantes. Luego se da cuenta de que Joseph se acerca a ella. Él levanta un arma hacia ella y le dispara, incapacitándola. |                             |                         |
| 3 | «The Human Condition»       | 21 de noviembre de 2021 |
| Elle se despierta en el apartamento de Joseph, quien explica que la encontró usando una radio de la policía y ha vuelto a decodificar su dispositivo de datos. En otra parte, después de una breve pelea, la oficial Davis consigue que Drove le hable sobre el encuentro de su pandilla con Elle. De vuelta en el apartamento, Elle le pregunta a Joseph qué es un replicante, creyendo que podría serlo. Joseph revisa su ojo en busca de un número de serie, un sello distintivo de los replicantes de Nexus-8. Como Elle aún no está segura, Joseph saca una máquina para realizar un test Voight-Kampff en ella. Cuando se le pregunta si recuerda haber estado enamorada, Elle recuerda a alguien que le hizo el tatuaje de loto negro, diciendo que era un símbolo de pureza. Joseph finaliza la prueba, asegurándole que no es una replicante. En la sede de Wallace Corporation, Wallace Jr. hizo hincapié en que la muerte del senador Bannister haría menos probable que se legalizara la producción de replicantes, aunque Wallace Sr. no está tan preocupado por ello. Después de un descanso en el apartamento, Elle se despierta y descubre que el dispositivo de datos finalmente está descifrado, descubriendo imágenes de un viaje de caza de replicantes por Bannister y Hooper. Alguien en la grabación señala que los replicantes que cazan fueron creados para ser completamente sumisos a los humanos. |                             |                         |
| 4 | «The Doll Hunt»             | 28 de noviembre de 2021 |
| Elle se acuesta junto a una piscina, recibiendo un tatuaje de su novio. Se despierta confundida en el mismo lugar, ahora completamente ruinoso. Una vez afuera, encuentra un grupo de replicantes que tampoco recuerdan cómo llegaron allí. Un grupo de cazadores, Bannister, Hooper, Earl y Josephine Grant, abren fuego contra el grupo y entran en pánico y se dispersan. Elle se esconde con una chica llamada Miu, y encuentran la oportunidad de tomar uno de los buggies del cazador y huir con dos replicantes adicionales. Mientras los cazadores los persiguen, los replicantes encuentran un rifle en la parte de atrás, pero no pueden disparar a sus perseguidores. Elle pierde el control del vehículo y se estrella. Elle y Miu sobreviven al naufragio y los cazadores dejan a Hooper solo para realizar un experimento. Mata a Miu para ver si Elle ataca en represalia. Después de patearla varias veces, Hooper se sorprende cuando Elle comienza a tomar represalias y lo apuñala hasta la muerte con su cuchillo. Elle toma su cámara y se sube a un vehículo de transporte. A medida que su memoria regresa por completo al presente, Elle jura encontrar y matar a todos los cazadores como venganza. En la sede de LAPD, la oficial Davis se enfrenta a Earl sobre su creencia de que un replicante mató a Bannister. Earl se encoge de hombros y le pide que deje la evidencia que reunió. Examina el boceto de Davis del tatuaje de Elle, maldiciendo mientras lo arroja hacia abajo. |                             |                         |
| 5 | «Pressure»                  | 5 de diciembre de 2021  |
| Un blade runner llamado Marlowe detiene un autobús, donde reside un replicante. Marlowe saca una escopeta y dispara al replicante antes de salir del autobús y disparar de nuevo, matándolo. Mientras tanto, el jefe Earl informa a Wallace Sr. que Elle había sobrevivido a la caza y promete eliminarla. De vuelta en el complejo de apartamentos, Elle nuevamente le pide a Joseph su ayuda para rastrear a los cazadores y él acepta, pero le aconseja que abandone la persecución. Más tarde, mientras Elle afila la katana de la tienda de Badger, Joseph usa un Esper para ayudar a identificar a los miembros restantes del grupo de caza. Elle va en busca de Badger para recibir copias impresas de los cazadores. Earl ordena a los oficiales disponibles que cacen y eliminen a Elle, a la que el departamento se refiere como Black Lotus. La oficial Davis sugiere que les advierta que Black Lotus es potencialmente un replicante, pero insiste firmemente en que ella es humana. Mientras los agentes de policía inundan las calles en busca de Elle, Earl se entera de la evidencia de Davis de que Elle puede tener conexiones con Badger y Earl ordena un equipo S.W.A.T. en su tienda. El equipo S.W.A.T. irrumpe en la tienda, pero solo encuentra a Joseph adentro, mientras Badger imprime las fotos para Elle en el apartamento de Joseph. Earl recibe una llamada de su esposa, quien está preocupada por el replicante rebelde y solicita más protección. Mientras tanto, Elle se dirige hacia el complejo de apartamentos de los Grant. |                             |                         |
| 6 | «The Persistence of Memory» | 12 de diciembre de 2021 |
| Josephine expresa inseguridad con su esposo sobre el actual destacamento de seguridad de su apartamento. La oficial Davis ve a Earl abandonar la sede y lo sigue en secreto. Mientras tanto, Marlowe les dice a los oficiales que liberen a Joseph, ya que no encontrarán nada sobre él. Marlowe recibe una llamada de Earl, que le ordena ir a su apartamento. Josephine ve a Elle dentro de su apartamento y corre a una oficina, agarra una pistola y dispara, pero falla. Elle logra someterla y ata a Josephine a una silla, quien insiste en que ella era solo una espectadora en la cacería y que fueron invitados por el amigo de su esposo, el Doctor M y no sabe quién lo planeó. Earl llega al apartamento y los rastrea hasta la oficina. Él guarda su arma en un intento de hacer que Elle baje la guardia y de repente la ataca. Después de una breve lucha, Elle logra apuñalar a Earl con su katana y mientras muere por las heridas recibidas, intenta disparar con su propia arma contra Elle, pero ella la esquiva y la bala golpea fatalmente a su esposa en el pecho. Mientras Josephine muere, le dice a Elle en sus últimos alientos que sus emociones no son reales. La oficial Davis llega a la oficina y Elle ya ha matado a sus cazadores y Marlowe también llega, pero se estrella contra la ventana mientras los dos tienen una conversación. Persigue y pelea contra Elle a través del apartamento, que termina en la cocina. Su escopeta se dispara contra la pared, rompiendo una línea de gas sobre la estufa. Elle aprovecha la oportunidad para hacer una chispa de fricción con su katana, provocando una explosión que la saca del complejo y dejando quemado a Marlowe. En las calles, Elle reflexiona sobre las últimas palabras de Josephine, pensando que si sus emociones no fueran reales, la venganza debería doler menos. |                             |                         |
| 7 | «Reality»                   | 19 de diciembre de 2021 |
| Herida por la explosión, Elle vuelve a trompicones al apartamento de Joseph, donde él trata de curarle sus heridas. La oficial Davis llega y Elle se esconde en una habitación adyacente. Davis intenta interrogar a Joseph sobre el caso de Black Lotus y menciona su pasado como un blade runner, pero él lo niega. Sacando información inútil de Joseph, Davis sale del apartamento. Joseph va a buscar a Elle, pero descubre que ella se ha ido por una ventana. En la sede de Wallace Corporation, Wallace Jr. le indica a su padre que ha sido excluido de su oficina. Debido a los asesinatos de Elle, Wallace Sr. tiene la intención de cubrir las huellas de la compañía, ya que su compañía la creó. Wallace Sr. informa a su hijo que la compañía venderá sus activos de Tyrell Corporation, incluido el programa de replicantes, pero Wallace Jr. insiste en que sus replicantes son impecables y que Wallace Sr. pronto se daría cuenta de esto. Elle se dirige al edificio de oficinas de trabajo del Doctor M. En el interior, incapacita a un guardia y dispara un láser, lo que permite al Doctor M aturdirla. Ella se despierta sujeta a una máquina, que el Doctor M y su colega Goodman usan para ver sus recuerdos, tomando nota de que algunos son recordados por Elle de manera diferente a como fueron programados y algunos le fueron entregados por otra persona. Mientras intenta interrogarla directamente, Elle se libera de las ataduras y agarra a Goodman. El Doctor M dispara a Goodman en el hombro y Elle lo suelta. Intenta dispararle de nuevo, pero una bala golpea la máquina, lo que libera una nube de humo, permitiéndole que Elle se acerque a él. Sosteniendo su katana en su cuello, se entera por parte del Doctor M que Wallace Sr. orquestó la caza de replicantes. Los guardias de seguridad irrumpen en la habitación y Elle decapita fatalmente al Doctor M antes de noquear a los guardias. |                             |                         |
| 8 | «The Davis Report»          | 2 de enero de 2022      |
| Al pedido de la comisión de supervisión de la policía civil de Los Ángeles, la oficial Davis es interrogada por el investigador Alan Chen debido a su proximidad a la muerte de Earl y Bannister. Ella relata su investigación y persecución de Black Lotus, mientras que Chen expresa dudas sobre el relato de Davis y su afirmación de que Black Lotus es un replicante. Davis insiste en que Black Lotus es diferente de los modelos Nexus-8 y concluye que alguien ha reanudado ilegalmente la producción de replicantes. Davis le revela a Chen que descubrió que las fechas de vacaciones de Earl y Hooper estaban alineadas y las últimas coordenadas conocidas de Hooper lo ubicaban en el desierto de Nevada. Chen acepta investigar el área, donde encuentran los restos de los replicantes. Chen accede a acompañarla, pero cuando llegan al lugar de los hechos, encuentran los restos de la caza de los replicantes. Aunque Chen le sugiere que será elogiada, a su regreso al LAPD, Davis se entera de que ha sido puesta de licencia durante al menos tres meses debido a un supuesto comportamiento delirante y encuentra un periódico que informa rumores de que los activos de Tyrell Corporation están siendo puestos a la venta por Wallace Corporation. |                             |                         |
| 9 | «Free Will»                 | 9 de enero de 2022      |
| Lamentándose de haber orquestado la caza de replicantes, Wallace Sr. le dice a su hijo que deben terminar con esto, pero este le responde que ya está terminando y finalmente, Wallace Jr. se despide de su padre y se marcha de la escena. Elle regresa al apartamento de Joseph y le informa sobre su intención de asesinar a Wallace Sr., una tarea que Joseph cree que es imposible, lo que sugiere que Elle debería abandonar la ciudad. Elle le informa que planea llevar a cabo este plan con o sin su ayuda. Después de que ella se va, Joseph habla con alguien por teléfono y le pregunta si sigue adelante con el plan, si "ella" sería liberada después. Elle obtiene acceso a Wallace Corporation dentro de un camión de reparto. Entra en el sistema de ventilación del edificio y cae en un pasillo, donde incapacita a dos guardias para entrar en el ascensor. Ella dispara una cámara dentro de ella, lo que alerta a Hignight, al agente de seguridad de Wallace Corporation sobre la violación, lo que lo impulsa a cerrar todas las puertas y ascensores y encerrar a Wallace Sr. en su ático. Elle logra escapar del ascensor cerrado por el hueco del techo. En la sala de servidores, se enfrenta a un grupo de guardias y escapa gracias al apoyo de francotiradores liderados por Joseph. Llega a la pajarera, donde Marlowe llega al mismo tiempo. Después de una breve pelea, Marlowe logra tomar ventaja e intenta ejecutar a Elle, pero Joseph le dispara en el hombro, lo que permite que Elle escape. Permitida la entrada por un escáner de mano que la identifica como Wallace Jr., Elle ingresa al ático y busca a Wallace Sr., quien logra dispararle varias veces con su pistola. Retorciéndose de dolor, Elle le pregunta a Wallace Sr. por qué organizó la cacería, pero Wallace Sr. en cambio, expresa sus dudas sobre su insistencia en tener libre albedrío como replicante. Elle le dice que puede sentir dolor a pesar de ser una replicante. Encantado con esto, Wallace Sr. abre fuego, pero Elle lo esquiva y se produce una lucha, que termina cuando Elle logra forzar el arma de Wallace Sr. debajo de su barbilla y dispara. Hignight y varios guardias de seguridad llegan al ático y encuentran a Elle saltando por la ventana y atrapada por Joseph, quien se los lleva volando en su bicicleta. |                             |                         |
| 10 | «Clair de Lune»             | 16 de enero de 2022     |
| Elle no deja de seguir reviviendo sus recuerdos reales como pesadillas de las que de repente se despierta y se encuentra recuperándose de sus heridas, vendada en una cama en el apartamento de Joseph en Bradbury. Ella lamenta que cuidar de sus asesinos y del organizador de la caza de replicantes, Wallace Sr., no haya tenido el efecto que esperaba y Joseph proporciona la idea de que incluso los recuerdos humanos no se desvanecen, lo que luego proporciona la transición a su pasado. La trama se retrocede rápidamente a una escena en un bar lleno de humo donde un Joseph más joven y más limpio está sentado en el bar mirando a una hermosa cantante de club nocturno que es su objetivo final de un conjunto de diez replicantes fugitivos. Claramente hay atracción mutua entre los dos y cuando él va a su camerino, está claro que ella sabe quién y qué es él, pero lo invita a seguir viniendo a verla actuar. Él hace exactamente eso, pero en la última noche, ve a Marlowe en el lugar, quien le advierte de las consecuencias de no terminar el trabajo. Cuando el objetivo se acerca a los dos, Marlowe comenta que le queda un número más y los reconoce a ambos con un movimiento de cabeza diciendo: "Detectives". Ella le dice a la multitud que todo debe llegar a su fin y realiza su número final. Después de su actuación, ella es vista por última vez corriendo hacia Joseph, que está esperando junto a su rueda giratoria. Se abrazan, se besan y Joseph le dispara a mitad de un abrazo, la baja suavemente y le dice: "Lo siento...". De vuelta al presente, Joseph le dice a Elle que no puede deshacerse de este recuerdo, que recuerda el bar todas las noches seguidas. En sus recuerdos, Elle recuerda estar con su novio en la piscina y le pregunta por qué no la ha estado buscando. El novio sugiere que tal vez sea ella quien debería estar buscándolo. Elle proclama su deseo de encontrar al hombre en su memoria, lo que lo lleva a recuperar un dispositivo de la tienda de Badger, que le permite dibujar un boceto del hombre. Elle se toma toda la noche haciendo el boceto, al que Joseph reconoce el hombre como Wallace Jr. Como este le pone un tatuaje de loto negro en otro replicante en la misma piscina, Joseph lo llama. Se entera de que su arreglo era ayudar a Wallace Jr., como Joseph había creído originalmente y este procede a preguntar qué sucede a continuación. Nota 1: El nombre del episodio fue tomado del tercer y más famoso movimiento de su sinfonía Suite bergamasque del compositor Claude Debussy. Nota 2: Este episodio narra los hechos ocurridos del pasado de Joseph como un blade runner durante sus días y lo que probablemente lo instigó a dejar la profesión. |                             |                         |
| 11 | «All the Best Memories»     | 23 de enero de 2022     |
| Wallace Jr. le ordena a Joseph que «retire» a Elle y después de que él cuelga, Elle lo atrapa mirando su boceto de Wallace Jr. y le pregunta si lo conoce, a lo que él responde que no. Mientras la noticia elogia a Wallace Sr., Wallace Jr. reflexiona sobre su nueva libertad y sus planes para crear un mundo perfecto, además de atar sus cabos sueltos. Mientras Elle examina el boceto, recuerda a Goodman y se pregunta si él puede ayudarla a recordar al hombre. Joseph sugiere que en cambio, haga que Goodman borre sus malos recuerdos para poder liberarse de ellos. Ambos van a su laboratorio, donde informaron que no hay una forma segura de purgar los recuerdos replicantes seleccionados y que Elle necesitaría borrarlos todos. Ella decide seguir adelante con esto y se coloca en la máquina de memoria de Goodman y Joseph le asegura que él estará allí cuando ella se despierte. Mientras Elle está adentro, Joseph afirma con calma que Wallace Jr. era el hombre de su memoria y que la había creado para matar a su padre, ya que Joseph fue asignado para guiar a Elle al asesinato. Este último rompe su promesa con Elle y se marcha del lugar. Momentos después, Joseph llama a Wallace Jr. y le dice que Elle se había «retirado». Después de que Joseph cuelga la llamada, Wallace Jr. empieza a expresar su desconfianza hacia Joseph y le asigna a Water Lily que mate a Elle en su lugar. Joseph llama a la oficial Davis, quien le dice que Elle está en el laboratorio de Goodman y le pide que la arreste y la proteja. Mientras Elle derrama una lágrima al recordar los recuerdos con Joseph, Water Lily mata a los guardias fuera del laboratorio. Ella entra al laboratorio y mata a Goodman, quien logra apagar la máquina antes de sucumbir a la herida. Finalmente, Water Lily corta el tanque de la máquina. Mientras tanto, Joseph regresa a su apartamento y llama a Marlowe para hablar con él sobre la información de Black Lotus. En el laboratorio, Elle se desliza del tanque y esquiva un ataque recibido de Water Lily. |                             |                         |
| 12 | «Artificial Souls»          | 30 de enero de 2022     |
| La batalla entre Elle y Water Lily comienza. Las dos pelean hasta que irrumpen los oficiales de policía de Los Ángeles, lo que los lleva a escapar de las instalaciones. En un callejón, Elle se encuentra con la oficial Davis, quien le cuenta a Elle sobre su descubrimiento de cuerpos replicantes en el desierto. Davis le ofrece protección para que pueda ayudar a llevar a Wallace Jr. ante la justicia, pero Elle no confía en ella y huye. Mientras tanto, Marlowe lleva su Spinner al apartamento de Joseph. Davis va a llamar al jefe de policía interino e informar la participación de Wallace Jr. en el caso Black Lotus. Sin embargo, Water Lily la empala antes de que pueda transmitir la información. Water Lily cuelga y usa el teléfono para llamar a Wallace Jr. para informarle sobre la fuga de Elle. Wallace Jr. le ordena que deje de perseguir a Elle y confía en que ella misma encontrará el camino hacia él. Después de la llamada, Water Lily se da la vuelta y descubre que Davis se ha ido. Marlowe llega al apartamento de Joseph y pregunta dónde está Elle, sabiendo que Joseph ha desarrollado sentimientos y la está protegiendo. Joseph abre fuego contra Marlowe y los dos intercambian disparos mientras se deslizan desde el apartamento hacia el atrio del edificio. Joseph comenta sobre la falta de emoción de Marlowe, quien procede a recordar que en realidad fue él quien retiró a Selene hace años. Joseph recibe un disparo en el hombro y huye hacia el ascensor. Los dos luchan cuerpo a cuerpo hasta que Marlowe va a recoger su arma, lo que le permite a Joseph ascender a la azotea. En el techo, Joseph y Marlowe siguen intercambiando disparos. Después de ser golpeado varias veces, Joseph se arrastra hasta el borde del edificio y logra esconderse y emboscar a Marlowe. Los dos pelean hasta que Joseph recoge la escopeta de Marlowe y le dispara varias veces, y el disparo final envía a Marlowe al atrio del edificio y varios pisos hasta el suelo. Joseph se derrumba y cae inconsciente. Elle llega a la azotea y despierta a Joseph, quien se entera de que Elle no recibió el borrado de memoria. Joseph le aconseja que finalmente abandone la ciudad. Sin embargo, Elle señala que Wallace Jr. representa una amenaza constante para ellos mientras viva y promete terminar con el conflicto de una vez por todas. |                             |                         |
| 13 | «Time to Die»               | 6 de febrero de 2022    |
| Elle se infiltra en el antiguo edificio de Tyrell Corporation, desactivando a los guardias en su camino hacia Wallace Jr. Dentro de su oficina, Elle cuestiona sus motivaciones, pero él comenta sobre su éxito al convertirse exactamente en lo que él pretendía para ella. Elle intenta atacarlo, pero no lo hace debido a su programación. Water Lily ataca y los dos replicantes se involucran en un duelo de espadas. En otra parte, Joseph ingresa a la sala de fabricación de replicantes para plantar explosivos. Wallace Jr. se escapa de la pelea para encontrar a Joseph, después de haberse derrumbado en el suelo. Wallace Jr. hace soliloquios sobre sus planes para que sus replicantes reemplacen a la humanidad y Joseph finge tener un detonador. Wallace Jr. le quita el detonador a Joseph mientras Elle corre hacia la habitación, perseguida por Water Lily, y los dos continúan peleando. Después de una pelea brutal donde Elle aparece victoriosa, Wallace Jr. abraza a Water Lily, pero nota que tiene defectos y la apuñala fatalmente con su espada. Elle nuevamente intenta sin éxito matar a Wallace Jr y luego le ofrece un lugar a su lado y Elle retira su espada antes de sacarla instantáneamente para cortarle los ojos. Joseph se disculpa con Elle por cualquier daño que haya causado, pero Elle señala que los buenos recuerdos superan el dolor. Elle recupera el detonador para Joseph y salen del lugar. Sin embargo, Joseph empuja a Elle fuera de la habitación y se encierra adentro antes de detonar los explosivos, aparentemente matándose en el proceso. Un mes después, la oficial Davis regresa a trabajar en silla de ruedas, mientras sus colegas le dan la bienvenida con aplausos. Wallace Jr., ahora ciego, habla con una secretaria preocupada y le asegura que, a pesar de la muerte de su padre y la pérdida repentina de la vista, la empresa no retrocederá. Cuelga la llamada y mira hacia la ventana, afirmando que ve "posibilidades ilimitadas". Badger irrumpe en el apartamento de Joseph y lo busca en el lugar, solo para encontrar la katana de Elle, mientras ella se va de Los Ángeles y se adentra en el desierto en la moto de Joseph. |                             |                         |

## Banda sonora
La banda sonora de la serie está compuesta por el compositor Gerald Trottman y la música de la serie además del tema de apertura, incluye las canciones «Water» de X Ambassadors y «By My Side» de A7S.
El anime también presenta la canción «Rescue Me» de Alesso y Danna Paola, además de otros cantantes como Tori Kelly, G-Eazy e Iann Dior, quienes hacen contribuciones musicales al anime.
| N.º | Título              | Artista(s)                  | Duración |  |
| 1.  | «Feel You Now»      | Alessia Cara                | 3:07     |  |
| 2.  | «Water»             | X Ambassadors               | 3:13     |  |
| 3.  | «Home»              | Walk Off the Earth          | 2:52     |  |
| 4.  | «Evil»              | Daya                        | 2:47     |  |
| 5.  | «By My Side»        | A7S                         | 2:45     |  |
| 6.  | «After You»         | Grey                        | 2:39     |  |
| 7.  | «Save Myself»       | Kiana Ledé                  | 2:49     |  |
| 8.  | «Intuition»         | Salem Ilese                 | 2:50     |  |
| 9.  | «Rescue Me»         | Alesso y Danna Paola        | 2:52     |  |
| 10. | «What Happens Next» | Tori Kelly                  | 3:02     |  |
| 11. | «Thrash»            | G-Eazy                      | 2:39     |  |
| 12. | «Circles»           | Iann Dior                   | 2:57     |  |
| 13. | «Perfect Weapon»    | 070 Shake                   | 2:56     |  |
| 14. | «Last Goodbye»      | Alessia Cara                | 2:35     |  |
| 15. | «Supahuman»         | Michael Hodges y Lord Netty | 2:47     |  |

## Recepción
En Rotten Tomatoes, la serie tiene un índice de aprobación del 67% según 6 revisiones. En IMDb, la serie tiene una calificación de 5.6/10 basada en 1154 reseñas.

## Cómic
A partir de 2022 se lanzó un cómic, que sirve como secuela del anime. La versión recopilada de la serie se lanzó con el título Blade Runner: Black Lotus - Leaving LA. El primer volumen se publicó del 10 de agosto de 2022 al 2 de noviembre de 2022.
En febrero de 2024, el editor David Leach confirmó en Twitter que se publicaría un segundo volumen en 2025.